# Diuranthera minor
Diuranthera minor là một loài thực vật có hoa trong họ Măng tây. Loài này được (C.H.Wright) Hemsl. mô tả khoa học đầu tiên năm 1905.